# 京都ピアノ技術専門学校
京都ピアノ技術専門学校（きょうとピアノぎじゅつせんもんがっこう）は、かつて京都府にあったピアノ調律師・ピアノ技術者を養成するための専門学校である。2018年に生徒募集を停止している。

## 概要
1985年4月、京都で初めてのピアノ調律の専門教育機関、京都ピアノ技術学院として設立された。後に現名称となり、京都府の専門学校として認可される。
ピアノ調律師・技術者を養成することを目的とし、卒業後は全国の楽器店やピアノ調律事務所・ピアノ工房などへの就職を斡旋している。
同校は一般社団法人日本ピアノ調律師協会の賛助会員であり、同協会公式サイトのピアノ調律師養成の団体一覧にもリンクが掲載されている。

## 沿革
- 1985年4月　「京都ピアノ技術学院」（後の調律学科）として京都市下京区四条大宮にて設立。
- 1986年4月　「京都ピアノ芸術学院」（後の演奏学科）として京都市下京区四条大宮にて設立。
- 1987年4月　京都市伏見区深草鞍ケ谷へ移動。
- 1988年4月　「京都ピアノ技術学院」と「京都ピアノ芸術学院」が合併「京都ピアノ技術専門学校」となり京都府専門学校の認可をうける。
- 1998年3月　演奏学科募集停止。
- 2018年4月　学生募集停止。

## 基礎データ

### 所在地
- 京都府京都市伏見区深草鞍ケ谷45番5号

### アクセス
- 京都市営地下鉄烏丸線竹田駅下車、 京阪バス深草谷口町下車。
- 京阪本線藤森駅より徒歩16分（スクールバスも運行している）。

### 運営
学校法人育英館

## 教育
ピアノ調律学科のみで2年制。調律・整調・修理などの実習を通して基礎技術を学習。2年次では基礎技術の精度を高めると同時にグランドピアノの調律・整調・整音・修理などの実習、および理論を学習。

### 履修科目
- 専門科目　
  - 理論
    - ピアノ調律論
    - ピアノ構造論
    - ピアノ整音論
    - ピアノ整調論
    - 塗装論
    - 音響学

  - 実習
    - ピアノ調律
    - ピアノ整調・修理
- 一般教養　
  - 音楽概論
  - 経営学

### 研修
- 浜松研修旅行
  - 静岡県にあるピアノメーカーの工場見学や楽器博物館など。
- ヨーロッパ研修旅行
  - ドイツ、オーストリア、イタリア、フランス、チェコなど各国のピアノ製造メーカーから3社ほど視察で巡る。ピアノ部品メーカーや古楽器博物館、作曲家の生家なども見学する。

### 授業時間数
- 1760時間

## 設備
- 調律専用防音室：58室
- 整調・修理実習室

## 関連する資格
- ピアノ調律技能士
- 専門士